# Robert Eberhardt
Robert Eberhardt (* 12. Juni 1987 in Schmalkalden) ist ein deutscher Verleger, Galerist und Autor.

## Leben
Als Elfjähriger recherchierte Eberhardt erstmals im Stadt- und Kreisarchiv Schmalkalden über die Geschichte der Region. Im Jahr 2006 machte er eine Ausbildung zum Cicerone der Klassik Stiftung Weimar, d. h. zum Kunstvermittler für die Häuser der Stiftung. Eberhardt studierte von 2007 bis 2013 Kunstgeschichte und Geschichtswissenschaft an der Ruprecht-Karls-Universität Heidelberg und der Universität Paris IV. Einen Forschungsaufenthalt absolvierte er in Cambridge, und er war als Hilfswissenschaftler am Deutschen Forum für Kunstgeschichte in Paris tätig.
Robert Eberhardt gründete 2008 den Wolff-Verlag mit Sitz in Berlin, dessen Schwerpunkte Kunstgeschichte, Literaturwissenschaft, Geschichte und Philosophie sind. Im Dezember desselben Jahres erschien ein Gedichtband des wiederentdeckten Kleindichters Andreas Wiß.
Eberhardt erwarb 2009 ein Antiquariat mit 9000 Büchern. Mit Seume und Münchhausen erschien 2010 im 200. Todesjahr Johann Gottfried Seumes ein von Literaturinteressierten und breiteren Leserschichten wahrgenommener Titel. Im Jahr 2013 gründete er mit Simon Strauß den Jungen Salon, in dem in nichtöffentlichen Sitzungen zu einem Thema diskutiert wird. Gäste waren u. a. Egon Flaig, Alexis Schwarzenbach, Hellmut Seemann, Thomas Sparr, Roger Vontobel, Rolf Hochhuth, Götz Kubitschek, Susann Neimann, Michael Krüger, Christoph Möllers, Hanns Zischler, Jan Wagner, Karl Schlögel, Jörg Baberowski, Niklas Maak, Lorenz Jäger, Nora Bossong.
Nach Auflösung des Jungen Salons gründete sich der Verein Arbeit an Europa e.V., eine Gruppe von jungen Schriftstellern, Wissenschaftlern und Intellektuellen. Robert Eberhardt ist stellvertretender Vorsitzender dieses Vereins. Eberhardt ist Mitinitiator des europäischen Zeitzeugenprojekts European Archive of Voices, das u. a. von der Gerda Henkel Stiftung, der Alfried Krupp von Bohlen und Halbach-Stiftung und der VW-Stiftung unterstützt wird. Für das Archiv führte er ein Interview mit Kardinal Walter Brandmüller.
Eberhardt führte 2016 neben dem Wolff Verlag und der Galerie Robert Eberhardt das Restaurant Wolff & Eber im Bayerischen Viertel in Berlin, in dem regelmäßig Salon-Abende stattfanden. Hier traten u. a. Marie Luise Scherer, Manuela Reichart, Hanns Zischler, Christoph Meckel und Volker Weidermann auf. Die Küche bot durch Geflüchtete zubereitete „brandenburgisch-syrische“ Speisen an.
Im Jahr 2020 wurde Eberhardt Teilhaber der Buch- und Kunsthandlung Felix Jud in Hamburg. Seit 2022 ist er alleiniger Inhaber und Geschäftsführer.

## Pflege des Thüringer Kulturerbes
2010 gründete Robert Eberhardt den Verein „Gesellschaft Kulturerbe Thüringen“ e. V. Als Vorsitzender leitet er mit anderen jungen Mitgliedern Projekte in ganz Thüringen.
Seit 2013 unterstützt der Verein die Restaurierung des 1545 erbauten Rußwurmschen Herrenhauses in Breitungen/Werra. Es besitzt zahlreiche Verbindungen zur thüringischen Kulturgeschichte, insbesondere zur Familie von Gleichen-Rußwurm, von Urff, von Steuben, von Uttenhoven, zum Dichter Novalis, Schillers Tochter Emilie Gleichen-Rußwurm oder dem Peter Philipp von Dernbach. Das Einzeldenkmal wird mit Veranstaltungen belebt. U.a. traten hier Daniela Danz, Bernhard Vogel (2015), Simon Strauß, Nora Bossong, Matthias Reichelt, Erika Tophoven, Martin Mosebach, Hellmut Seemann (2018), Durs Grünbein, Christoph Hein, (2019), Peter Neumann und Ingo Schulze auf.
Ferner gründete Robert Eberhardt „KulThür - Onlinejournal für Thüringer Kulturgeschichte“, das eine Bühne für Publikationen über historische Orte, Buchrezensionen, Biographien, Thüringer Persönlichkeiten und weitere fachliche Beiträge gibt.
2019 begann der Verein mit der Belebung und Sanierung der spätgotischen Todenwarthschen Kemenate in Schmalkalden.

## Veröffentlichungen

### Texte
- Robert Eberhardt: Nach Eklat im Landtag: Thüringen ist kein Abfall. Mein Land gehört nicht zu Dunkeldeutschland. Aber es hat eine starke Identität und tut nicht immer das, was Berlin will. Schilderungen von einem, der seine Heimat liebt und frohen Mutes in die Zukunft blicken will. Frankfurter Allgemeine Zeitung, Online-Portal, 17. Februar 2020. Abgerufen am 17. Februar 2020.
- Geschlossen gesammelt. Alte Adelssammlungen in Glauchau, Burgk und Kochberg bleiben am Ort. In: arsprototo, Kulturstiftung der Länder, 2017
- Artikel für Auktionskataloge Villa Grisebach Auktionen Berlin
- Nach der Natur. Über den Zeichner Ulrich Moritz, in: Scheidewege. 2015.
- Artikel Max Pechstein. In: Expressionismus et Expressionisimi, hg. von Marc Restelli, Pinacothèque de Paris. 2011.
- Seume und Münchhausen. In: Obolen, Mitteilungen der Johann Gottfried Seume Gesellschaft Leipzig. 2010.
- Seume und Münchhausen. In: Mitteilungen des Hessischen Geschichtsvereins Kassel. 2010.

### Bücher
- Anton Graff – Porträts eines Porträtisten. Wolff Verlag, Berlin 2013, ISBN 978-3-941461-12-3.
- Atelierbesuch Kirsten Klöckner. Wolff Verlag, Berlin 2013, ISBN 978-3-941461-13-0.
- Atelierbesuch Ulrich Moritz. Wolff Verlag, Berlin 2012, ISBN 978-3-941461-09-3.
- Cédric Gruat: Hitler in Paris. Übersetzung von Robert Eberhardt (Abschnitte). Wolff Verlag, Berlin, ISBN 978-3-941461-07-9.
- Atelierbesuch Klaus Staeck. Wolff Verlag, Berlin 2011, ISBN 978-3-941461-08-6.
- Seume und Münchhausen. Eine Dichterfreundschaft. Wolff Verlag, Schmalkalden  2010, ISBN 978-3-941461-03-1.
- Andreas Wiß – Gedichte. Werkedition des Dichters Andreas Wiß (1788–1816). Wolff Verlag, Schmalkalden 2008, ISBN 978-3-941461-01-7.
- Chronik Unteres Schmalkaldetal. Ortschronik für die Ortschaften Haindorf, Aue, Mittelschmalkalden, Volkers und Möckers. Selbstverlag 2007.